# Huftarøy
Huftarøy és l'illa més gran del municipi de Austevoll al comtat de Hordaland, a Noruega. L'illa té 50.4 km² (19.5 sq mi) en l'arxipèlag d'Austevoll, just a l'oest del Bjørnafjorden, al sud del Korsfjorden, a l'est del Mokstrafjorden, i al nord del Selbjørnsfjorden. El nucli de població més gran de l'illa és el centre municipal de Storebø a la part nord de l'illa.

## Ubicació
El poble de Storebø té 1.53 km² (380-acre) i una població (2013) d'1.322 habitants, amb una densitat de població de 864 habitants per km² (2,240/sq mi). L'església d'Austevoll (Austevoll kirke) està localitzada al poble de Storebø i és l'església principal de l'illa. Altres pobles de l'illa són Birkeland, Haukanes, Husavik, Kolbeinsvik, Llúdriaå, i Vinnes.

## Comunicacions

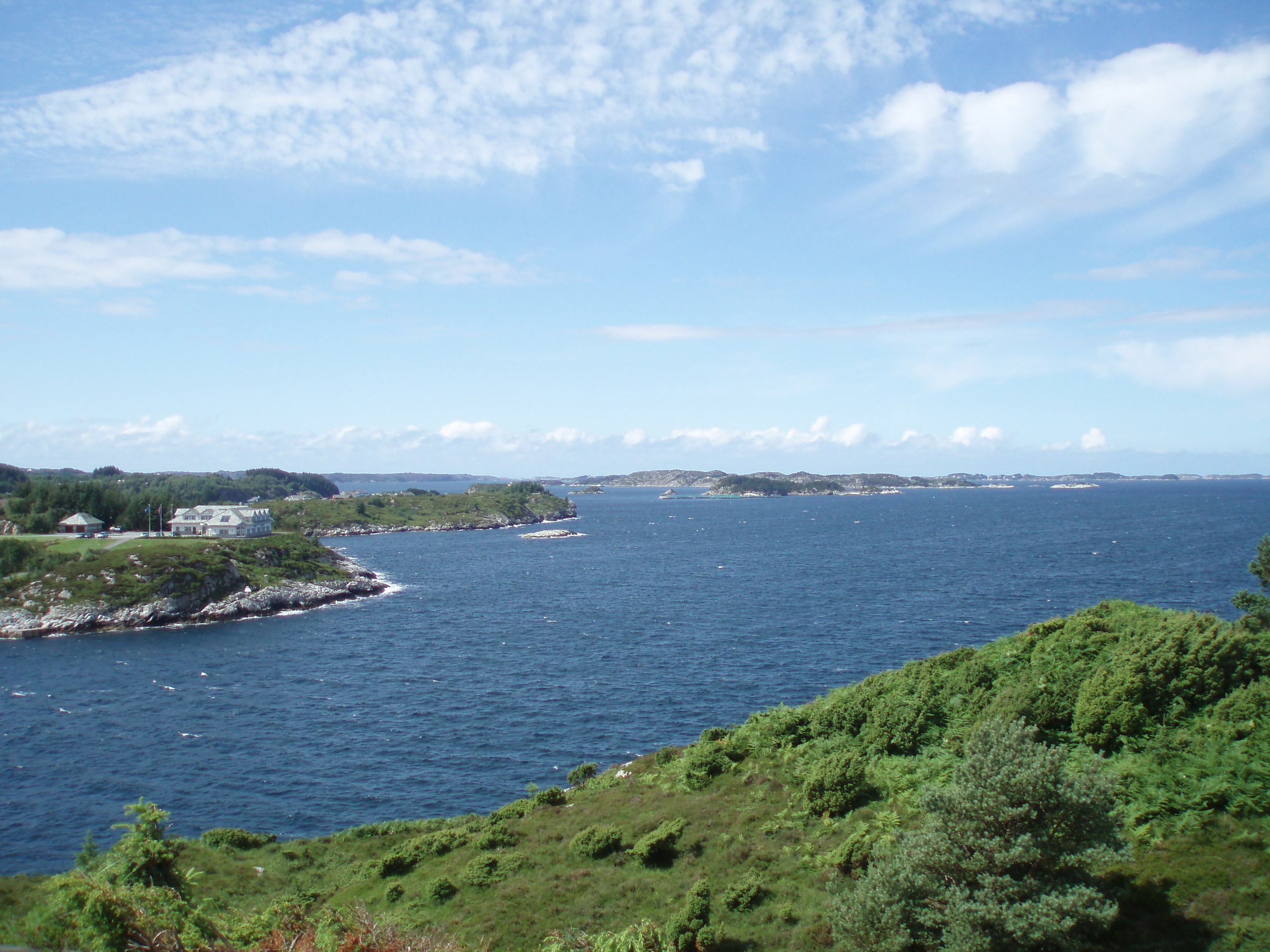
L'estret de Bekkjarvik separa Huftarøy de Selbjørn.

L'illa no té actualment cap pont ni túnel (any 2014), tanmateix el planejat pont-túnel Hordfast podrà connectar l'illa al continent. Aquest projecte està actualment en les fases de planificació i l'opció del Austevoll és una de les diverses possibilitats.
L'illa té dues connexions regulars de transbordador. El transbordador del nord s'atura a Hufthammar i es dirigeix cap al nord fins a Krokeide (prop de Fanahammaren en el municipi de Bergen) en el continent. El transbordador del sud s'atura a Husavik i es dirigeix cap al sud fins a Sandvika a l'illa de Stord en el municipi de Tysnes. L'illa de Stord està connectada al continent per un túnel submarí.
Hi ha diverses illes més petites envoltant Huftarøy que estan connectades entre elles per ponts de carretera. El pont Storholmbrua-Austevollsbrua connecta Huftarøy a les illes de Hundvåko i Stora Kalsøy al nord-oest. Dues vies de comunicació molt curtes connecten Huftarøy a les petites illes de Drøna i Rostøya a l'oest. El pont de Selbjørn passa per l'estret de Bekkjarvik connectant les illes de Huftarøy i Stolmen.